# Прапор Коннектикуту
Прапор Коннектикуту (англ. Flag of Connecticut) — один із державних символів американського штату Коннектикут.
Прапор являє собою прямокутне полотнище блакитному кольору в центрі якого розташований білий бароковий щит. На щиті зображено три виноградних лози, з кожної з яких звисає по три грона винограду. Під щитом розташовується біло-золота стрічка з написом: Qui transtulit sustinet (з лат. Той, хто посадив нас, буде піклуватися про нас — девіз штату).
В основу прапора покладена емблема колонії Сейбрук, розроблена у 1639 році. На емблемі були зображені 15 виноградних лоз і, у верхньому лівому кутку, рука, що тримає сувій з написом Sustinet qui transtulit. У 1644 році колонія Сейбрук влилася до складу колонії Коннектикут, також до останньої перейшла емблема Сейбрука. 25 жовтня 1711 року, губернатор і законодавчий орган колонії модифікували емблему. Число виноградної лози зменшили до трьох, що стало символізувати три найстаріші поселення — Віндзор, Ветерсфілд і Гартфорд (за іншою версією три колонії — Коннектикут, Сейбрук і Нью-Гейвен, що злилися в одну колонію Коннектикут) і змінили формулювання і розташування девізу.